# Roskilde Festival 2008
Roskilde Festival 2008 blev afholdt fra den 3. juli til den 6. juli. "Warm-up" før selve festivalen begyndte søndag 29. juni. Modsat Roskilde Festival 2007 var der næsten ingen regn. 

## Musikgrupper
Følgende kunstnere optrådte på Roskilde Festival 2008:
- 18th Dye (DK/DE)
- A Kid Hereafter (DK)
- Aaron (FR)
- Alberta in Love (DK/E)
- Albertslund Terror korps (DK)
- Alphabeat (DK)
- Anti-flag (US)
- The Asteroids Galaxy Tour (DK)
- At the Gates (S)
- Nicole Atkins & The Sea (US)
- August (DK)
- Awadi (SEN)
- Babylove & The Van Dangos (DK)
- DJ Badboe (DK)
- Band of Horses (US)
- DJ Banel (DK)
- Battles (US)
- Beardyman (UK)
- Beta Satan (DK)
- Black Mountain (CAN)
- The Black Seeds (NZ)
- Bloodgroup (ISL)
- bob hund (S)
- Thomas Boberg (DK)
- Bonnie 'Prince' Billy (US)
- Boom Clap Bachelors (DK)
- Boy Better Know (DK)
- Bullet for my Valentine (UK)
- Burhan G (DK)
- Solomon Burke (US)
- Cadence Weapon (CAN)
- The Campell Brothers (US)
- Canon Blue (US)
- Casiokids (N)
- Cat Power (US)
- The Chemical Brothers (UK)
- Choir of Young Believers (DK)
- Clutch (US)
- Cocorosie (US)
- The Cound & Sinden (UK)
- Culcha Candela (DE)
- Dan Deacon (US)
- Dee Pee (DK)
- Dengue Fever (US/CAMB)
- Tina Dickow (DK)
- Digitalism (DE)
- The Dillinger Escape Plan (US)
- DJ Disse (DK)
- DSL (FR)
- Dub Tracktor & Opiate (DK)
- Duffy (UK)
- The Duke Spirit (UK)
- Dunkelbunt (A)
- The Dø (FIN/FR)
- Efterklang (DK)
- August Engkilde (DK)
- Enter Shikari (UK)
- Extra Golden (US/KEN)
- Familjen (S)
- Fanfara Tirana (ALB)
- The Fashion (DK)
- Fedde le Grand & Friends (NL)
- Le Fiasko (DK)
- First Floor Power (S)
- Juan Formell y Los Van Van (CUB)
- Frédéric Galliano Kuduro Sound System (FR/AGO)
- Frednukes (DK)
- The Freudian Slip (DK)
- Lars Frost (DK)
- Fuck Buttons (UK)
- Girl Talk (US)
- Gnarls Barkley (US)
- Goldfrapp (UK)
- José González (S)
- The Good The Baad (DK)
- Gossip (US)
- The Grand (N)
- Grinderman (AUS)
- Kim Grønborg (DK)
- Henrik Hall (DK)
- The Hellacopters (S)
- Holy Fuck (CAN)
- Hot Chip (UK)
- T.S. Høeg (DK)
- Ian Ion (DK)
- Isam B (DK)
- Mc Jabber (UK)
- Jneiro Jarel's Shape of Broad Minds (US)
- Jay Reatard (US)
- Jay-Z (US)
- Joan As Police Woman (US)
- Job for a Cowboy (US)
- Jomi Massage (DK)
- Sharon Jones & The Dap-Kings (US)
- Jong Pang (DK)
- Anthony Joseph & The Spasm Band (UK)
- Judas Priest (UK)
- Kate Ryan (BE)
- Kenge Kenge (KEN)
- Kings of Leon (US)
- La Kinky Beat (E)
- Kiss Kiss Kiss (DK)
- Krusseldorf (S)
- Lady Saw (JAM)
- The Late Parade (DK)
- Peter Laugesen (DK)
- Erik Levander (S)
- L.O.C. (DK)
- Liars (US)
- Loungeclash (UK)
- Lucy Love (DK)
- Lulu Rouge (DK)
- Lupe Fiasco (US)
- Lykke Li (US)
- Klaus Lynggaard (DK)
- M.I.A. (UK)
- Majorian (DK)
- Majors (DK)
- Mamar Kassey (NER)
- Maria & Metammit (DK)
- MGMT (US)
- Miss Platnum (DE)
- Mogwai (UK)
- Motorpsycho (N)
- Mugison (ISL)
- My Bloody Valentine (IRL/UK)
- Kate Nash (UK)
- Nis & Nis (DK)
- No Age (US)
- The Notwist (DE)
- Orishas (CUB)
- Orquestra Imperial (BRA)
- Osaka Invasion feat. DJ Scotch Egg, Ove-Naxx, Maruosa and Bogulta (JPN)
- DJ Wagner Pá (BRA)
- Pascal (S)
- Path of No Return (S)
- Pilgrimz (DK)
- Polarkreis 18 (DE)
- Press Play on Tape (DK)
- Queen Ifrica (JAM)
- Radiohead (UK)
- Raunchy (DK)
- The Raveonettes (DK)
- Ricoloop (DE)
- Riffelsyndikatet (DK)
- The River Phoenix (DK)
- Robyn (SE)
- Martin Rostbøll (DK)
- Rotten Sound (FIN)
- Rumble in Rhodos (N)
- Rumskib (DK)
- Santogold (US)
- Seahorse Transform (DK)
- Seasick Steve (US)
- Shackleton (UK)
- Shantel & Bucovina Club Orkestar (DE)
- Shape of Broad Minds (US)
- La Shica (E)
- Sidi Goma (IND)
- Slagsmålsklubben (S)
- Slayer (US)
- Sleep With All Your Friends (DK)
- Soraya Arnelas (ES)
- Soulclub DJ Team (DK)
- Spleen United (DK)
- Spokfrevo Orquestra (BRA)
- The State, The Market & The DJ (DK)
- Static & Noize (DK)
- Stella Polaris Sound System (DK)
- The Streets (UK)
- Strøm & Andyop (DK)
- Sunburned Hand Of The Man (US)
- Supersilent (N)
- Swollen Members (CAN)
- Säkert! (S)
- Teitur (FO)
- Tivoli Symphony Orchestra (DK)
- The Ting Tings (UK)
- Tokyo Police Club (CAN)
- ToneE (DK)
- Vieux Farka Touré (MALI)
- Tumi and the Volume (ZA)
- Valravn (DK)
- VETO (DK)
- Vira (DK)
- Von Hertzen Brothers (FIN)
- When Saints Go Machine (DK)
- White Pony DJ Team (DK)
- Wildbirds & Peacedrums (S)
- Yeasayer (US)
- Neil Young (CAN)

Derudover optråde Red Warszawa uofficielt ved Agora G. 